# Adminer
Adminer (anciennement phpMinAdmin) est une application Web offrant une interface graphique pour plusieurs systèmes de gestion de base de données (MySQL, SQLite, PostgreSQL, Oracle, etc), réalisée en PHP et distribuée sous licence Apache. Il se présente comme une alternative légère à phpMyAdmin et a pour particularité d'être entièrement contenu dans un seul fichier PHP. On peut toutefois ajouter un fichier CSS, pour modifier la présentation ; il y en a de nombreux à télécharger gratuitement sur le site.
Depuis la version 3.0.0, sortie le 15 octobre 2010, Adminer supporte également les bases de données MS SQL, SQLite, PostgreSQL et Oracle.